# 双鱼座79
双鱼座79（79 Psc，ψ² Psc）是双鱼座的一颗A型主序星，视星等为+5.56，距离地球约161光年。
双鱼座79相对于太阳以31.9 km/s的速度在银河系中运动。它在银心轨道的投影距离银河系中心约17,600和24,500光年。